# Șanțul subparietal
Șanțul subparietal (Sulcus subparietalis), sau șanțul subparietal Broca, scizura subparietală Broca,  șanțul suprasplenial este un șanț pe suprafața medială a emisferei cerebrale, mai sus de spleniul corpului calos, care separară partea posterioară a girusului cingular (aflat mai jos) de precuneus (aflat mai sus). Anterior și posterior el este întrerupt de 2 pliuri de trecere verticale, care conectează girusul cingular și precuneusul - plica de trecere parietolimbică anterioară și plica de trecere parietolimbică posterioară.
Anterior șanțul subparietal provine de la punctul de curbare în sus a ramurii marginale a șanțului cingular, unde el este, în mod frecvent (32%), confluent cu șanțul cingular. Posterior el se extinde spre porțiunea anterioară a șanțului calcarin.
Șantul subparietal continuă direcția principală antero-posterioară a șanțului cingular, însoțind corpul calos până în spatele spleniului, și se termină în față șanțului parietooccipital, de care este separat printr-ul pliu de trecere vertical între girusul cingular și precuneus numit plica de trecere parietolimbică posterioară Broca.
În marea majoritate a cazurilor, un pliu similar de trecerea vertical între girusul cingular și precuneus - plica de trecere parietolimbică anterioară, separă extremitatea anterioară a șanțului subparietal  de șanțul cingular, în așa fel că șanțul subparietal , situat la baza precuneusului, se prezintă sub forma unei incizuri izolate.